# Gruulvoqh
Gruulvoqh ist ein seit 2018 aktives und von Stijn van Cauter gegründetes Drone-Doom-Projekt.

## Geschichte

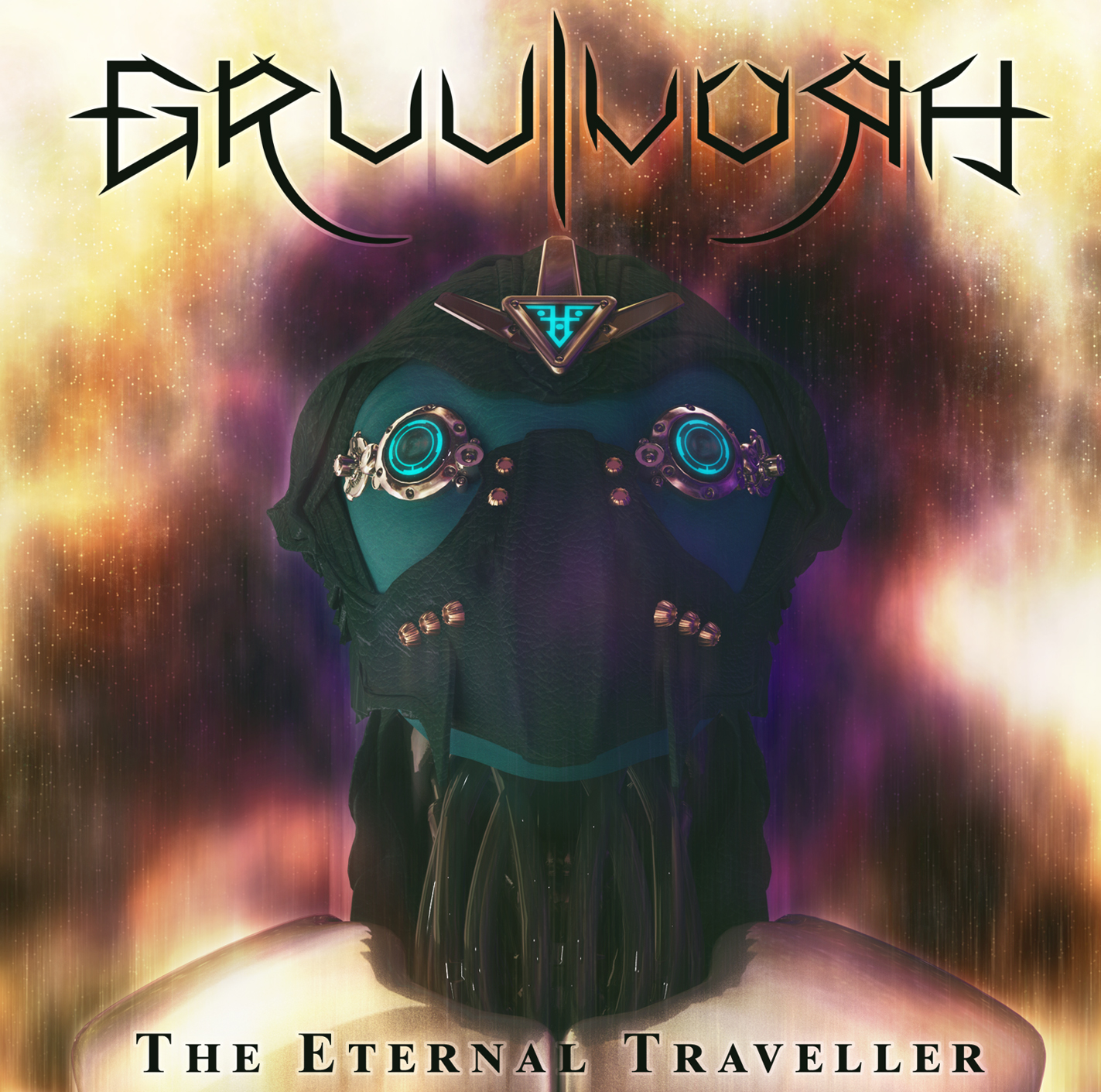
Cover des Albums The Eternal Traveller

Stijn van Cauter initiierte Gruulvoqh 2018 als ein Soloprojekt. Wie viele seiner, konzeptionell auf eine Thema ausgerichteten, Projekte ist Gruulvoqh eines diverser Nebenprojekte zu van Cauters Hauptband Until Death Overtakes Me. Mit Gruulvoqh beschreibt van Cauter ein Science-Fiction-Szenario um den Außerirdischen Gruulvoqh der sein Bewusstsein in ein Raumschiff übertragen hat um seine Spezies, die Lioxae zu behüten. Damit nimmt er hinzukommend Bezug zu einem von ihm kreierten Webcomic.
Die erste Veröffentlichung des Projektes,  das Stück The End of Gruulvoqh, erschien ohne unterstützendes Label. Van Cauter präsentierte die Musik unter anderem über Bandcamp und seine Homepage zum kostenfreien Download. Das Album The Eternal Traveller wurde hingegen 2019 in Kooperation mit GS Productions veröffentlicht. Das Album wurde hoch gelobt, von Ian Morrissey für Doom-Metal.com als eine „unglaublich kraftvolle Veröffentlichung“ gerühmt und mit der Höchstnote bewertet.

## Stil
Die mit Gruulvoqh von van Cauter präsentierte Musik wird als schwer zu klassifizieren beschrieben. Das Projekt lasse sich in van Cauters Werk zwischen die Ambient-Klänge von Dreams of Dying Stars und dem Drone Doom von Fall of the Grey-Winged One einordnen, jedoch mit einer optimistischeren und wärmeren Atmosphäre.

## Diskografie
- 2018: The End of Gruulvoqh (Download-Single, Void Overflow)
- 2019: The Eternal Traveller (Album, GS Productions)
- 2021: Dreams of the Savant (Album, Void Overflow)